# Marija Iossifowna Chwiliwizkaja
Marija Iossifowna Chwiliwizkaja (russisch Мария Иосифовна Хвиливицкая; * 1892 in Orscha; † 9. Juni 1969 in Leningrad) war eine russische bzw. sowjetische Kardiologin und Hochschullehrerin.

## Leben
Chwiliwizkaja stammte aus einer bürgerlichen Familie. Sie studierte in St. Petersburg in den Höheren Bestuschew-Kursen für Frauen in der Biologie-Abteilung mit Abschluss 1915.
Nach der Oktoberrevolution studierte Chwiliwizkaja am 1. Petrograder Medizinischen Institut mit Abschluss 1921. In den Bürgerkriegsjahren 1918 und 1919 beteiligte sie sich am Kampf gegen die Typhus-Epidemie. Ab 1921 arbeitete sie in der Therapeutischen Klinik des Instituts als Assistentin und dann als Dozentin und war die enge Assistentin des Therapeuten Georg Heinrich Robert Lang. Sie verteidigte 1939 ihre Dissertation über das syphilitische Aortenaneurysma mit Erfolg für die Promotion zur Doktorin der medizinischen Wissenschaften.
Darauf war Chwiliwizkaja Professorin des Lehrstuhls für Propädeutik der Inneren Medizin des 1 Leningrader Medizinischen Instituts. Im Deutschen Angriffskrieg gegen die Sowjetunion während der Leningrader Blockade und danach leitete sie die Krankenstation der Klinik für Nervenkrankheiten und erwarb sich ein hohes Ansehen bei Ärzten und Patienten. Sie nahm  1952 ihre Lehrtätigkeit nun am Lehrstuhl für Krankenhaustherapie wieder auf.
Ab 1953 leitete Chwiliwizkaja die Klinische Abteilung des Instituts für Begutachtung der Arbeitsfähigkeit von Behinderten und Organisation ihrer Arbeit. Sie hielt Vorlesungen und leitete die Ausbildung von Fachärzten im Institut für Facharztausbildung. Seit 1929 war sie Sekretärin der Leningrader Abteilung der nach Sergei Botkin benannten Therapeutischen Allunionsgesellschaft.
Chwiliwizkaja starb in Leningrad am 9. Juni 1969 und wurde auf dem jüdischen Preobraschenskoje-Friedhof begraben.

## Ehrungen, Preise
- Verdiente Wissenschaftlerin der RSFSR (1968)[2][6]
- Orden des Roten Banners der Arbeit[2]